# Matej Oravec
Matej Oravec (ur. 30 marca 1998 w Trnawie) – słowacki piłkarz, obrońca, występujący w klubie Spartak Trnawa. Młodzieżowy reprezentant Słowacji.